# نيناد نيكوليتش (لاعب كرة قدم صربي)
نيناد نيكوليتش (بالصربية: Ненад Николић)‏ هو لاعب كرة قدم صربي في مركز الدفاع، ولد في 20 أغسطس 1961 في ليبليان في كوسوفو، وتوفي في 30 أبريل 1999 في بلغراد في صربيا. لعب مع نادي تشوكاريتشكي.